# 2,3-Dibrompropen
2,3-Dibrompropen ist eine chemische Verbindung aus der Gruppe der halogenierten Alkene.

## Gewinnung und Darstellung
2,3-Dibrompropen kann durch Hydrolyse von 1,2-Dibrom-3-chlorpropan unter basischen Bedingungen oder aus 3-Brompropin gewonnen werden.

## Eigenschaften
2,3-Dibrompropen ist eine hellgelbe Flüssigkeit. Sie liegt in zwei konfomeren Formen vor. Die Verbindung kann unter atmosphärischem Druck mit sehr geringer Zersetzung destilliert werden, verfärbt sich aber stark, wenn sie in einer Flasche mit Glasverschluss steht.

## Verwendung
2,3-Dibrompropen ist ein bifunktionelles Reagenz, das häufig bei Kupplungsreaktionen und als Vorläufer wichtiger Zwischenprodukte für Cycloadditionsreaktionen eingesetzt wird.